# نظام ثقافي
النظام الثقافي هو التفاعل بين عناصر مختلفة من الثقافة. وفي حين يختلف النظام الثقافي عن النظام الاجتماعي تمامًا، يُشار إلى كلا النظامين معًا باسم النظام الاجتماعي الثقافي في بعض الأحيان.

## النظرية الاجتماعية للأنظمة الثقافية
يكمن مصدر القلق الرئيسي في العلوم الاجتماعية في مشكلة النظام. فإحدى الطرق التي يتم بها النظر في النظام الاجتماعي تكون وفقًا لدرجة تكامل العوامل الثقافية والاجتماعية.

### نظرية العمل
بنى تالكوت بارسونز، وهو شخصية رئيسية في علم الاجتماع، والذي كان المؤلف الرئيسي لنظرية العمل في أوائل القرن العشرين، نظريته الاجتماعية على أن نظام العمل يُبنى حول نظرية عامة للمجتمع، والتي تم تدوينها في نموذج سبراني يتميز بأربع ضرورات ثقافية: التكيف وتحقيق الهدف والتكامل والحفاظ على النمط. والتسلسل الهرمي للأنظمة، من النظام الأقل شمولية إلى الأكثر شمولية على التوالي، يكمن في الكائن السلوكي ونظام الهوية الشخصية والنظام الاجتماعي والنظام الثقافي. ويلخص ريتزر وجودمان (2004) وجهة نظر بارسونز فيقولان «رأى بارسونز أنظمة العمل هذه تعمل على مستويات مختلفة من التحليل، بدءًا من الكائن السلوكي حتى يصل تدريجيًا إلى النظام الثقافي. فقد رأى هذه المستويات بشكل هرمي، مع توفير كل مستوى من المستويات الدنيا للقوة التي تدفعها للمستويات العليا، ومع تحكم المستويات العليا في المستويات الدُنيا.» وقد حافظ بارسونز، في إحدى مقالاته التي كتبها في أواخر حياته، على أن مصطلح «الوظائفية» كان توصيفًا غير مناسب لنظريته.

### النظام والتكامل الاجتماعي
يناقش عالم الاجتماع البريطاني ديفيد لوكوود التناقض بين المحتوى الاجتماعي والانتقال الاجتماعي في عمله الذي تناول البنية والقوة الاجتماعية. وقد أشار إلى أن الأنظمة الاجتماعية كانت واضحة في البنية والانتقال. وقد أثرت المفارقة المفاهيمية التي أجراها لوكوود على مناقشة يورغن هابرماس في أزمات التصديق الكلاسيكية، وهو الذي حدد التمييز الشهير الآن بين تكامل النظام والتكامل الاجتماعي للعالم الأبدي.

### التكامل الثقافي والثقافي-الاجتماعي
تقول مارجريت آرتشر (2004) في طبعة منقحة من عملها الكلاسيكي الثقافة والقوة (Culture and Agency)، إن الفكرة الكبرى لوجود نظام ثقافي متكامل موحد، كما نادى به علماء الأنثروبولوجيا في وقت سابق مثل برونسيلاف مالينوفسكي وبعد ذلك ماري دوجلاس، هي أسطورة. ويقرأ آرتشر نفس هذه الأسطورة من خلال تأثير بيتيريم سوروكين ومن بعده طريقة تالكوت بارسونز تجاه الأنظمة الثقافية (2004:3). وقد تطورت أسطورة النظام الثقافي المتكامل الموحد من قبل الماركسيين الغربيين مثل أنطونيو غرامشي من خلال نظرية الهيمنة الثقافية، وذلك عبر الثقافة السائدة. وقد كانت فكرة الثقافة كمجموعة من المعاني هي الأساس لهذه المفاهيم الخاطئة، التي تعمل بشكل مستقل في تحفيز السلوك الاجتماعي. وقد جمع هذا الأمر بين عاملين مستقلين وهما، المجتمع والمعاني التي يمكن التحقيق فيها بشكل شبه مستقل (2004:4)
يشير آرتشر، وهو من دعاة الواقعية النقدية، إلى أن العوامل الثقافية يمكن دراستها بموضوعية للحصول على درجة من التوافق (ويمكن الاطلاع على هذه الجوانب المختلفة للأنظمة الثقافية المناقضة لبعضها البعض في المعنى والاستخدام). ويمكن دراسة العوامل الاجتماعية أو المجتمعية في التنشئة الاجتماعية في سياق انتقال العوامل الثقافية من خلال دراسة التماثل الاجتماعي (أو عدمه) في الثقافة المنتقلة. وتُستخدم الأنظمة الثقافية (وإخبار المجتمع) من خلال كل من أنظمة الأفكار وهيكلة الأنظمة الاجتماعية. وفي هذا الصدد نقتبس من آرتشر:
«إن الاتساق المنطقي هو ملك لعالم الأفكار؛ أما الاتساق السببي فهو ملك للناس. والاقتراح الرئيسي هنا هو أن الاتساقين متميزان منطقيًا وتجريبيًا، وبالتالي يمكنهما التنوع بشكل مستقل عن بعضهما البعض. وبالتالي، فمن الممكن تمامًا أن تتمكن أي وحدة اجتماعية، من المجتمع إلى الحضارة، من إيجاد العناصر الفكرية الأساسية (المعرفة والاعتقاد والأعراف واللغة والأساطير، إلخ) التي تعرض بالفعل اتساقًا منطقيًا كبيرًا - ألا وهو، أن المكونات تكون متسقة وليست متعارضة - وبالرغم من ذلك، فقد تكون نفس الوحدة الاجتماعية منخفضة فيما يتعلق بالإجماع السببي.» (2004:4)
يلاحظ آرتشر أن العكس قد يكون صحيحًا: اتساق منطقي ثقافي منخفض واتساق اجتماعي مرتفع. ويمكن أن تتضمن المجتمعات المعقدة أنظمة اجتماعية ثقافية معقدة تشكل مزيجًا من العوامل الثقافية والاجتماعية بمستويات مختلفة من التناقض والاتساق.
Religion Cultural
If communicating with the Creator is not possible through talking or sending messages, one must wonder about the creator.
One must wonder and tap into what he/she want us to do. Maybe pray, mostly praying. Mostly hum or do nothing for a while. Creator don't want us to do reckless, so don't do those. I meant prayer only if he want us to do something.
Conversation
Religion Cultural seem to sink into all race. Try to like every kind of race. Give up old ideology of good, evil, and neutral.
Conversation 2
If anybody had physical relation or done wrong, he must be punished. He must do time out or grounded. he must focus and erase any desire to do wrong again. Focus on your mind and erase wrongdoing.
Conversation 3
Same as conversation 1. If see how you are good and some people are bad. Your idealism is different from them. You Don't get along with them. You must give up old idealism and select the one that best go with the situation. The one that is correct or works. Make sure to Wonder/pray/message after that.
From Hubpages.com/search/jaksan

## البحوث
وفقًا لبوروز (1996)، في الطريقتين الأخيرتين لدراسة الثقافة، في ثمانينيات وتسعينيات القرن العشرين، استكشفت طرق «الدراسات الثقافية» و«المؤشرات الثقافية» والباحثون الاهتمام الوظيفي التقليدي بـ «تكامل الأنظمة الثقافية». ويمكن توليف هاتين الطريقتين في الأنظمة الثقافية البحثية. فقد كتب بوروز (1996) قائلاً: «إذا قدمت الوظيفية المتعلقة بهذا التلقيح التهجيني تركيزًا على الأوامر المعيارية للمجتمع، فستوفر طريقة المؤشرات الثقافية منهجية صارمة وتحذر الدراسات الثقافية من مزيد من الحساسية تجاه التسلسلات الهرمية الاجتماعية.» وتجعل مواصفات العناصر الثقافية والبنى الاجتماعية، مقيدة بـ نظرية المدى المتوسط لميرتون [ملاحظة: سيتم مناقشتها هنا]، عملية فحص الأنظمة الثقافية والاجتماعية المحددة وتفاعلها أمرًا يمكن تحقيقه.